# Blinneberg, Slittorp och Färdsle
Blinneberg, Slittorp och Färdsle är sedan 2015 en av SCB definierad och avgränsad småort i Skepplanda distrikt, Ale kommun, Västra Götalands län. Den har som föregångare småorten Blinneberg och Slittorp, som definierades av SCB 1990, och som  bestod av bebyggelse i byarna Blinneberg och Slittorp. Från 2000 understeg befolkningen 50 personer, och beteckningen småort upphörde. Från 2015 är bebyggelsen återigen betecknad som småort men med en något ändrad utsträckning.
1990 bestod småorten av byn Blinneberg och de västra delarna av byn Slittorp samt den sydligaste delen av byn Skår. När småorten återuppstod 2015 innefattades Blinneberg och hela Slittorp samt som tidigare den sydligaste delen av Skår, dessutom tillkom större delarna av byn Färdsle söder om den ursprungliga småorten.
Mellan byarna Blinneberg och Slittorp rinner Sörån (Slereboån) där det funnits både ramsåg, kvarn och mejeri. Slittorps kvarn ombildades från husbehovskvarn till tullkvarn 1750. Kvarnen slutade mala 1955. Blinnebergs ramsåg lades ner i mitten av 1940-talet.
På 1700-talet uppfördes en välvd stenbro över ån. Denna revs inför att landsvägen drogs om 1969. I Blinneberg fanns från 1928 till 2000-00-talet en lanthandel.
Färdsle krog är omnämnd på 1680-talet och 1749. 1836 fick innehavaren av Färdsle Nolgård tillstånd att bedriva skattlagd krog. Denna krog var i drift ännu vid början av 1900-talet.
År 2000 inrättades naturreservatet Slereboåns dalgång i delar av Blinnebergs gamla skogar i Risveden och 2016 inrättades Färdsleskogens naturreservat i delar av byn Färdsles gamla skogar, också i Risveden.
På lokalmålet som nu trängts undan av göteborgskan uttalades Slittorp Slitter med betoning på första stavelsen.

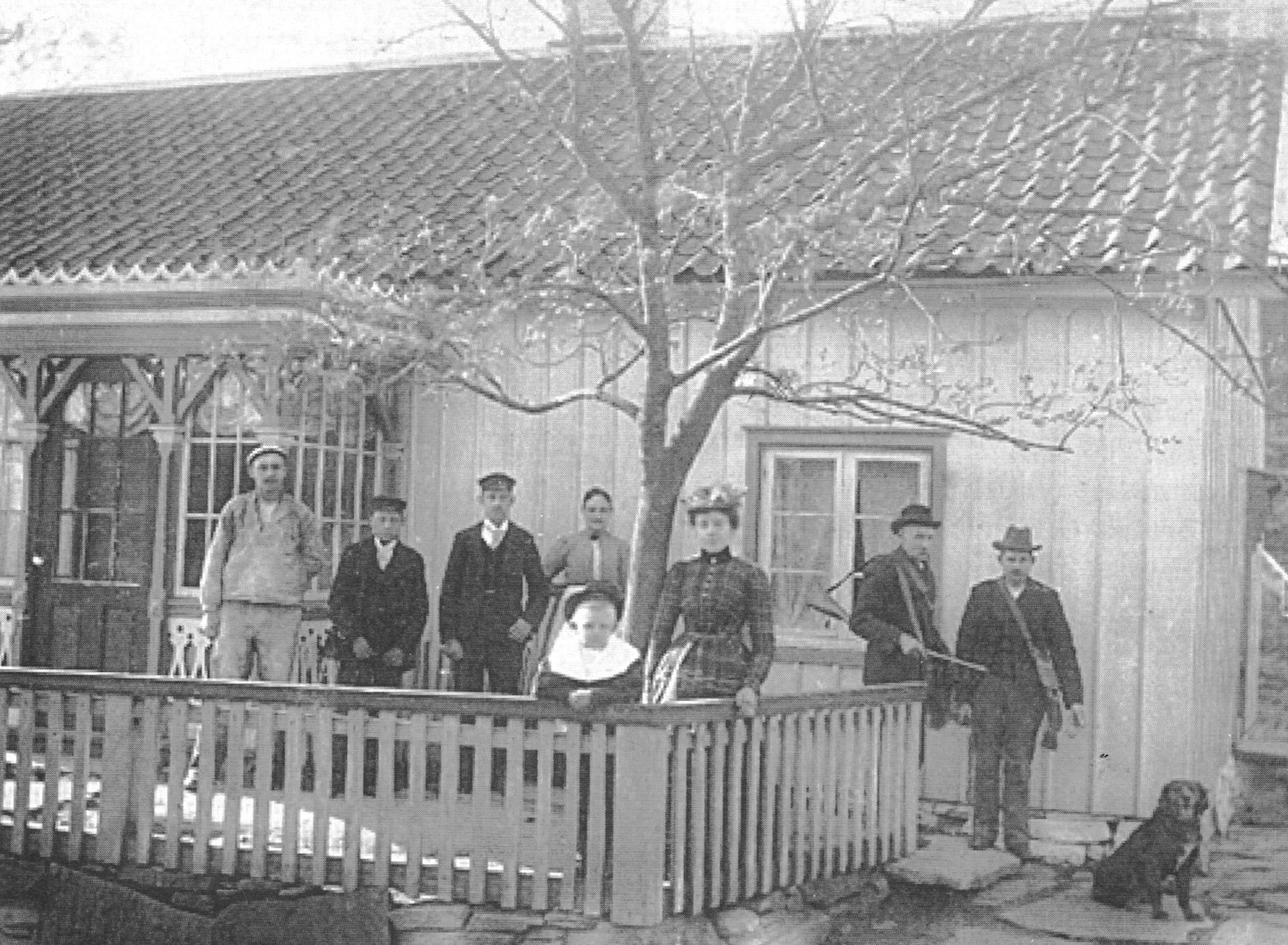
Boningshuset till Slittorps kvarn 1902.
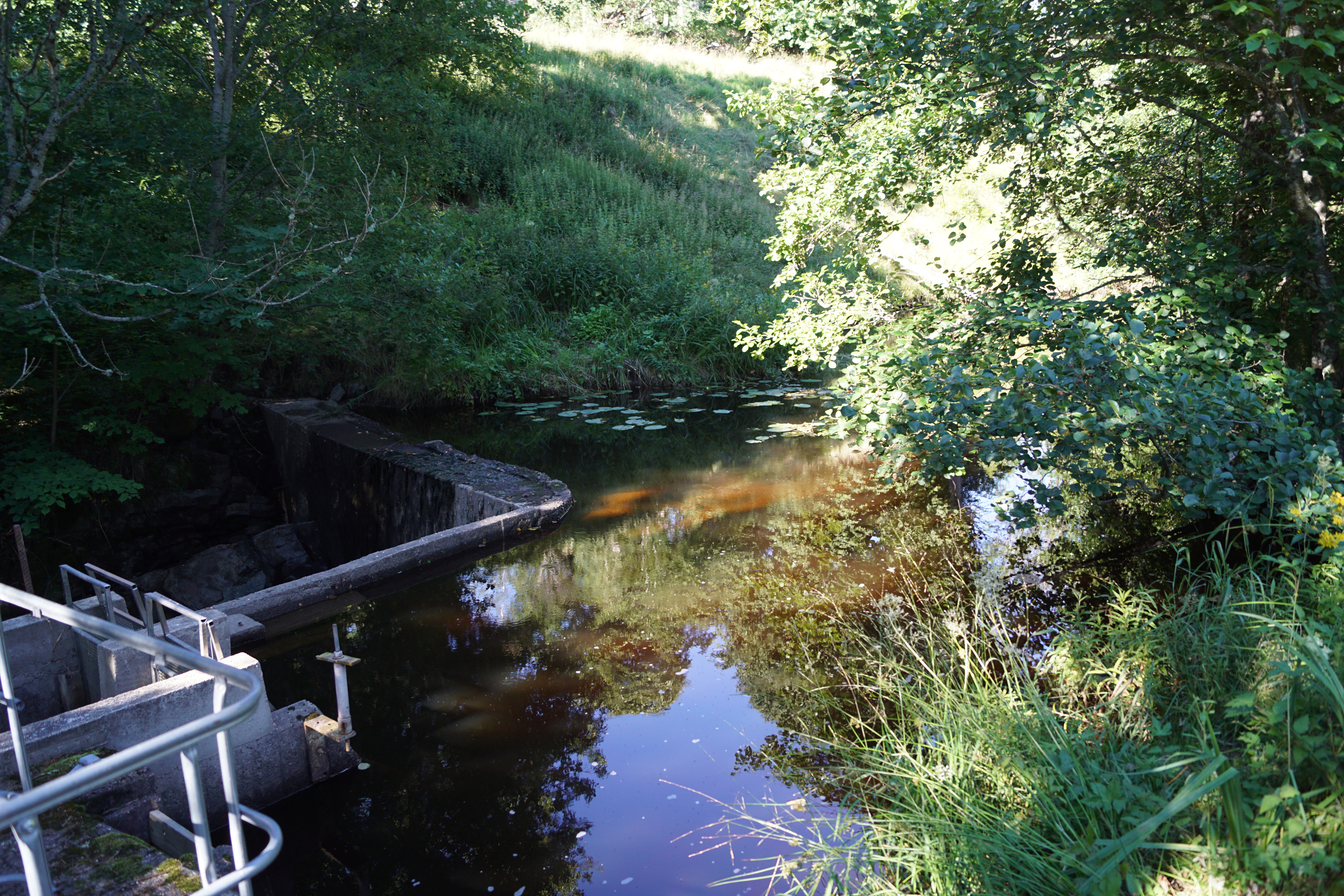
Det enda som återstår av Slittorps kvarn är kvarndammen.
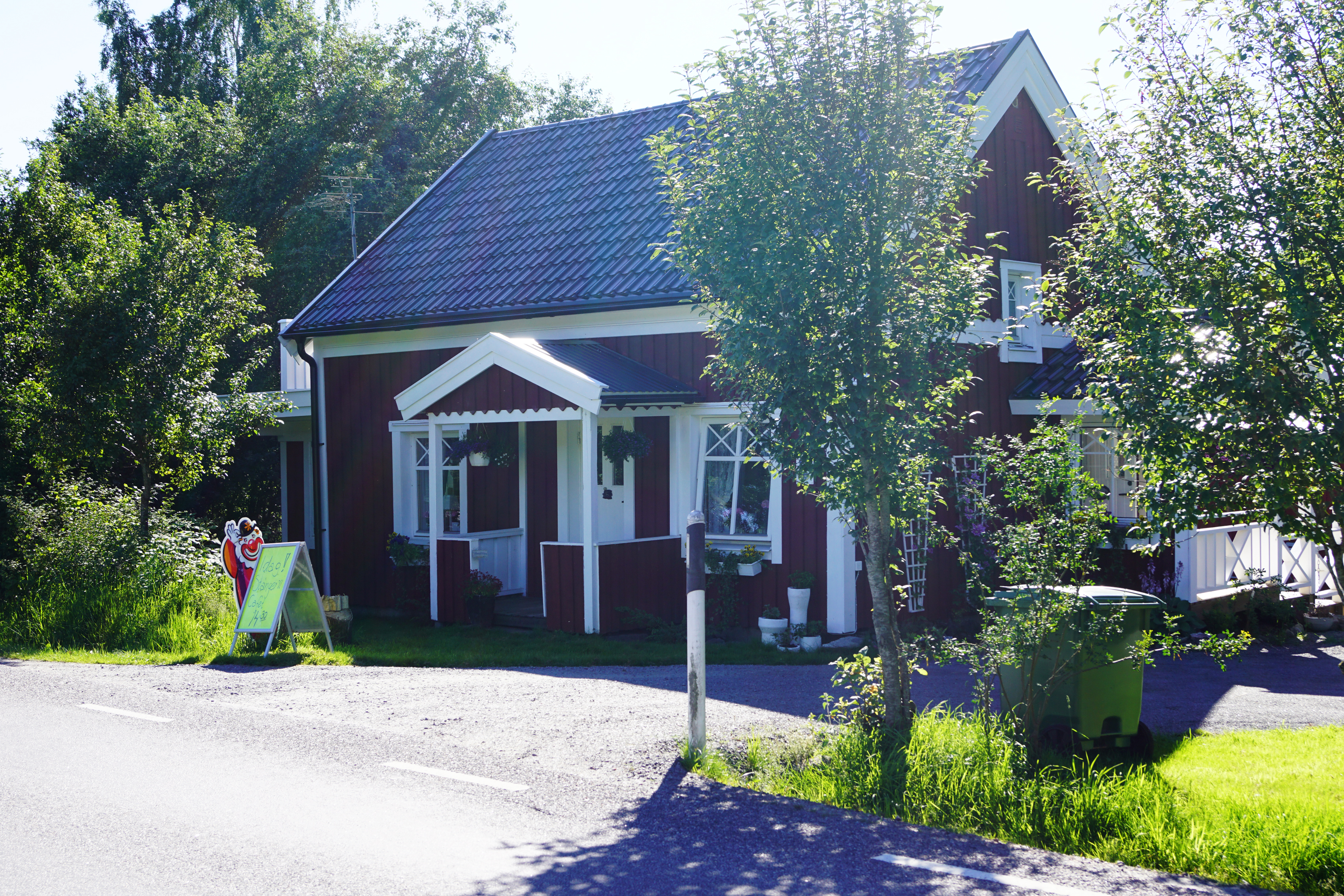
Ett torp i Slittorp har blivit bed and breakfast och café. Här arrangeras också konserter.
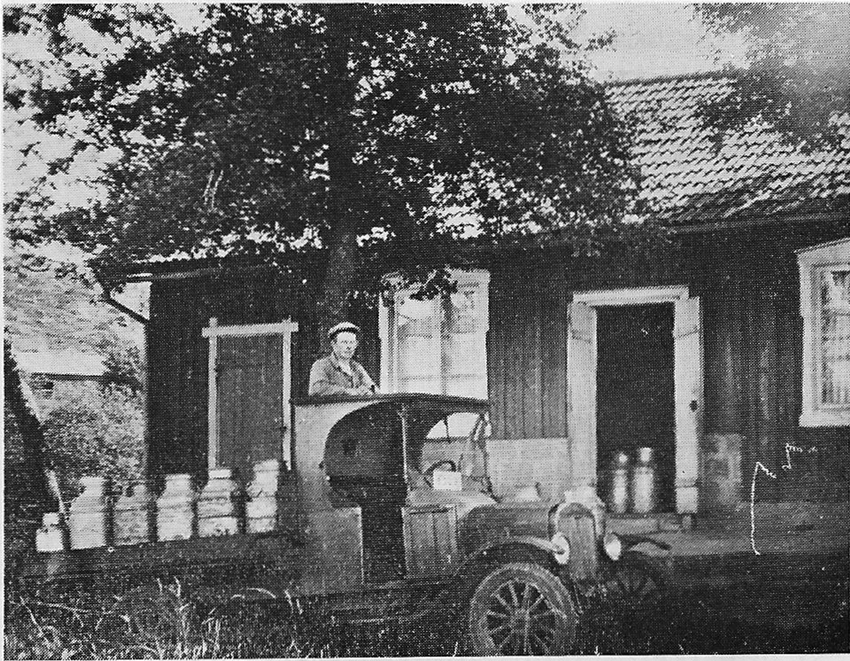
Slittorps mejeri efter att hästarna bytts ut mot en T-Ford 1924. Huset revs i samband med att landsvägen drogs om 1969.
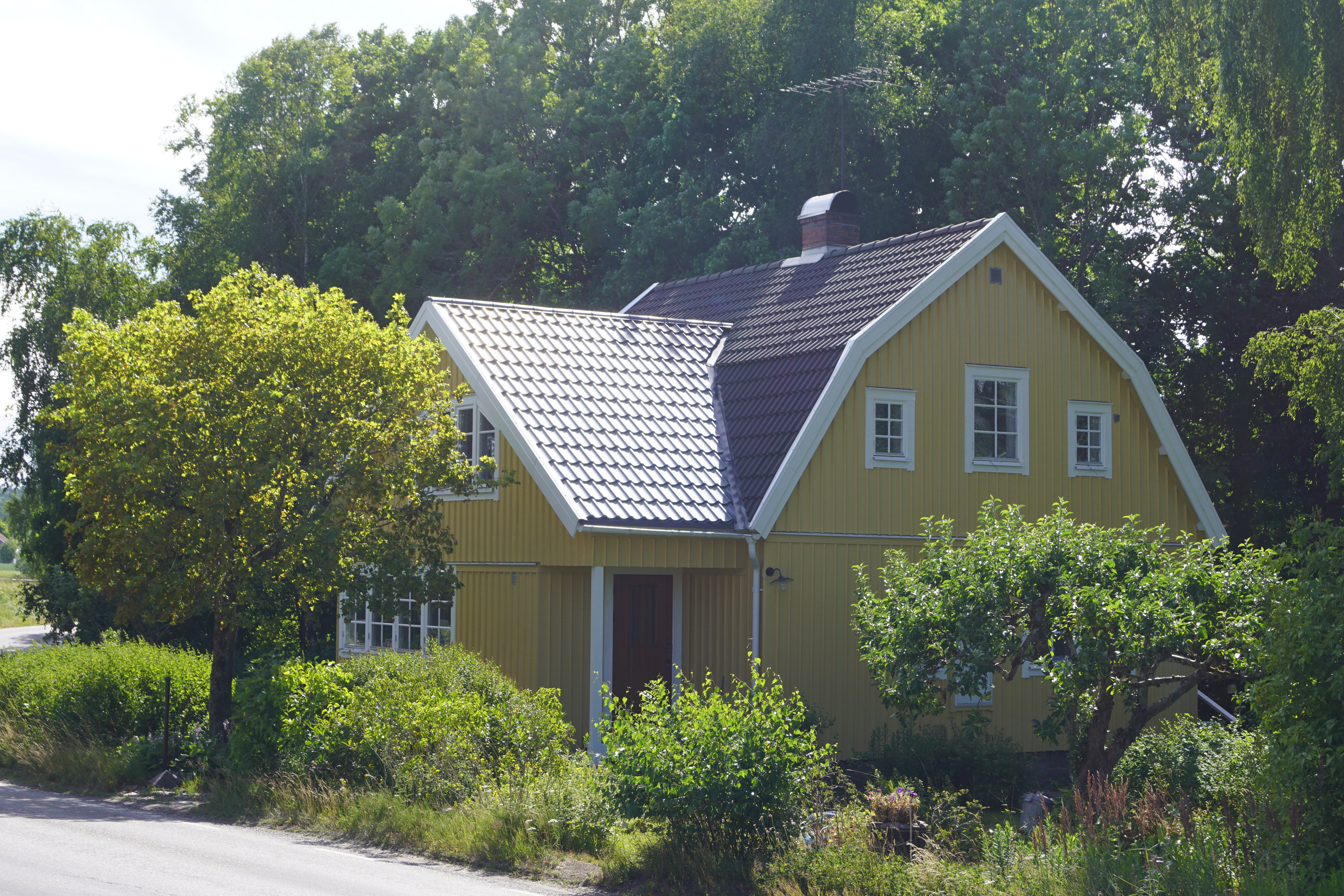
Färdsle Nolgård, i folkmun Kloa, som förr var krog.